# Calw
Calw é uma cidade da Alemanha, no distrito de Calw, na região administrativa de Karlsruhe, estado de Baden-Württemberg.
A primeira menção escrita sobre Calw data do ano de 1075. No século XII Calw foi construída em torno do castelo mais antigo dos Condes de Calw.
Calw foi uma importante cidade comercial, especialmente de comércio de couro e tecidos na Idade Média. No século XVI, a cidade era a residência de verão dos Duques de Württemberg. No século XVIII, ela obteve através do comércio de madeira um novo período de prosperidade econômica.
Devido à sua relação de amor com um judeu-polonês trabalhador forçado, a moça de 17 anos  Erna Brehm foi raspada em público em agosto de 1941 no mercado de Calw. Depois de se estabelecer uma pena de prisão de oito meses em Calw e Stuttgart, ela foi deportada por alegada desgraça racial para o campo de concentração de Ravensbrück. Em Agosto de 1951, ela morreu devido aos efeitos das condições carcerárias. Em 1945, um subcampo do campo de concentração Natzweiler-Struthof foi criada em Calw, utilizando-se de mulheres judias como força de trabalho, para a indústria da guerra.
Na reforma a 1 º de janeiro de 1973, ao distrito de Calw foi dado o seu presente medida. Ela faz parte da região da Floresta Negra do Norte. Na década de 1970 a cidade excedeu o limite de 20.000 de habitantes. Em seguida, o conselho da cidade fez o pedido de elevação para a sede do concelho, o qual foi concedido pelo governo do estado de Baden-Württemberg, com efeitos a 1 de Janeiro de 1976.
Em 25 de Maio de 2009, a cidade foi premiada pelo Governo Federal, intitulado "Cidade da Diversidade".
Calw auto intitula-se como "A cidade de Hermann Hesse" e usa esse atributo como uma reivindicação de uma confiante auto-promoção. O vencedor do Prêmio Nobel de Literatura de 1946, Hermann Hesse, nasceu em 1877 em Calw. Continua sendo um dos escritores alemães mais lidos do mundo. O Museu Hermann Hesse em Calw explora a vida e obra do mais famoso filho da cidade.